# Тарабеш, Иван Андреевич
Иван Андреевич Тарабеш (бел. Іван Андрэевіч Тарабеш; род. 13 июня 2003, Минск) — белорусский футболист, защитник клуба «Барановичи».

## Карьера

### «Минск»
Воспитанник академии футбольного клуба «Минск». Первым тренером был Роман Омельянович Левицкий. В 2021 году футболист стыл выступать за дублирующий состав столичного клуба, также иногда подтягиваясь к играм с основной командой. В начале 2023 года футболист стал тренироваться с основной командой. Дебютировал за клуб 17 марта 2023 года в матче против мозырской «Славии», выйдя на поле в стартовом составе. Однако футболист не смог закрепиться в основной команде клуба, сначала оставаясь на скамейке запасных, а затем и вовсе выбыв из распоряжения клуба. По итогу дебютного сезона футболист вместе с клубом завершил чемпионат на итоговом девятом месте. В феврале 2024 года футболист покинул клуб по окончании срока действия контракта.

### «Барановичи»
В феврале 2024 года футболист присоединился к «Барановичам». Дебютировал за клуб футболист 7 апреля 2024 года в матче против борисовского БАТЭ-2, выйдя на поле в стартовом составе.